# Ayacara
La localidad de Ayacara se encuentra situada al noroeste de la Península Huequi, esta localidad es parte integrante de la comuna de Chaitén en la Provincia de Palena, Región de Los Lagos, Chile.
La localidad cuenta con infraestructura portuaria que le permite la conectividad con embarcaciones de transporte marítimo regular desde Puerto Montt y con un el Aeródromo Ayacara situado en sus inmediaciones.
La localidad cuenta con un reten de Carabineros y un Centro Comunitario de Salud Familiar (CECOSF), el Liceo Peninsular Ayacara y un jardín infantil. Son cerca de 500 familias las que habitan este sector.
En el año 2008 y tras la erupción del Volcán Chaitén el gobierno de Chile planificó trasladar la capital comunal desde Chaitén a esta localidad.